# Клеймс Конференс
Клеймс Конференс (официально Конференция по материальным претензиям евреев к Германии, англ. Conference on Jewish Material Claims Against Germany) представляет евреев всего мира в переговорах о компенсации и реституции в отношении жертв нацистских преследований и их наследникам.

## История
Организация была основана в 1951 году в результате переговоров между 23 американскими и международными еврейскими организациями во главе с Нахумом Гольдманом, сопредседателем Еврейского агентства и одновременно председателем Всемирного еврейского конгресса, с одной стороны и правительством Западной Германии при канцлере Конраде Аденауэре, с другой стороны.
10 сентября 1952 года Клеймс Конференс и федеральное правительство ФРГ подписали соглашение. Согласно протоколу № 1, Германия должна была принять законы для прямой выплаты компенсаций жертвам нацистских преследований. По протоколу № 2 правительство Германии предоставило Клеймс Конференс 450 миллионов немецких марок для оказания помощи в реабилитации и расселении жертв нацистских преследований. Также были подписаны соглашения с Государством Израиль. На 2023 год правительство Германии выплатило свыше 60 миллиардов долларов по закону, принятому в результате переговоров с Клеймс Конференс. Более 278 000 жертв нацизма получили пожизненные пенсии.
Согласно разделу 2(1)(3) «Закона о собственности» Германии, Клеймс Конференс является правопреемником в отношении исков, не поданных вовремя евреями. Этот факт был подтвержден в решениях по некоторым искам, в которых истцы пытались переопределить Клеймс Конференс как «доверительного управляющего» этими активами. Эти иски были отклонены. Клеймс Конференс управляет фондами компенсаций, возвращает невостребованное еврейское имущество и выделяет средства учреждениям, которые предоставляют услуги социального обеспечения пережившим Холокост, а также занимаются мемориализацией Холокоста и образовательными программами.
Юлиус Берман руководил организацией в качестве председателя правления, а затем в должности президента на 2020 год.

## Программы компенсации
Клеймс Конференс осуществляет следующие программы, предусматривающие прямые выплаты евреям, ставшим жертвами нацистских преследований. Программы были согласованы с правительством Германии и соответствуют критериям приемлемости, установленным правительством Германии. Клеймс Конференс постоянно ведет переговоры о расширении и либерализации критериев приемлемости, чтобы включить в программы дополнительных жертв. Выплаты по некоторым программам продолжаются и по сей день.

### Три основных фонда
- Фонд Article 2 — пожизненная пенсия для некоторых лиц, которые были заключенными в концентрационных лагерях, гетто или были членами трудовых батальонов, или которые были вынуждены скрываться. Критерии приемлемости постоянно согласовываются с Германией и включают ограничения дохода, установленные правительством Германии[8]. Фонд предназначен для жителей Израиля и других стран мира, кроме жителей стран бывшего СССР и социалистических стран[9].
- Фонд Центральной и Восточной Европы — пенсионная программа, аналогичная Фонду Article 2, которая распределяет выплаты оставшимся в живых, проживающим в Восточной Европе и в странах бывшего Советского Союза[10].
- Фонд Hardship, единовременная выплата еврейским жертвам нацизма, эмигрировавшим из стран советского блока и отвечающим определённым критериям, установленным правительством Германии[11][12].

### Остальные фонды
- Фонд «Дети Холокоста» — это единовременная выплата, предназначенная для признания страданий выживших в Холокосте, которые пережили огромные травмы в детстве. Этот фонд открыт для еврейских жертв нацизма, которые преследовались как евреи и родились 1 января 1928 года или позже[13].
- Законные наследники — выплаты основных фондов по наследству не передаются. Однако если податель заявки умер до получения выплаты, то при определённых обстоятельствах его правопреемники могут получить такую выплату в течение 7 лет[14].
- Программа Помощи Пострадавшим от Нацизма в Румынии — в 2018 году Клеймс Конференс объявила о наличии средств от фонда Caritatea в Румынии для распределения среди еврейских жертв нацизма, которые жили при румынском режиме в любое время между 1937 и 1944 годами и в настоящее время живут за пределами Румынии и Израиля. Фонд Caritatea был создан Федерацией еврейских общин Румынии и Всемирной еврейской организацией по реституции (WJRO). Эти средства получены от реституции общинной собственности, незаконно отнятой у еврейских общин Румынии во время и после Второй мировой войны[15].

## Другие программы

### Реституция
В соответствии с законом Германии 1990 года о возвращении имущества, национализированного коммунистической властью бывшей Восточной Германии, Клеймс Конференс получила права на возвращение еврейской собственности, вынужденно проданной после 1933 года. Клеймс Конференс использует доходы от реализации этого имущества для финансирования помощи нуждающимся жертвам нацистских преследований и организаций, занимающихся исследованием, просвещением и документированием Холокоста.

### Международный вечер чествования переживших Холокост
Каждый год, начиная с 2017 года, Клеймс Конференс проводит Международный вечер чествования переживших Холокост в третий вечер Хануки, чтобы почтить память евреев, переживших геноцид. Мероприятия проводятся в Иерусалиме, Берлине, районе метро Нью-Йорка/Нью-Джерси, Париже и Москве.

### Помощь пережившим Холокост в Украине
После начала вторжения России на Украину в 2022 году Клеймс Конференс выделила около 47 миллионов долларов социальным службам для оказания помощи более чем 10 000 пережившим Холокост, которые проживают в Украине.

## Критика
19 мая 2006 года The Jewish Chronicle сообщила, что самый высокооплачиваемый чиновник Клеймс Конференс, исполнительный вице-президент Гидеон Тейлор, в 2004 году получил зарплату и пенсию в размере 437 811 долларов. Британский учёный Майкл Пинто-Дущински, консультировавший выживших в Холокосте подданных Великобритании, прокомментировал: «Для исполнительного вице-президента неправильно получать ежегодно столько же, сколько компенсация нескольким сотням бывших рабов. Моральный авторитет ведущих еврейских организаций серьёзно ослаблен непомерно высокими зарплатами первых лиц».
Одним из самых откровенных критиков Клеймс Конференс является Иси Лейблер, бывший председатель Управляющего совета Всемирного еврейского конгресса, который ссылается на обвинения в некомпетентности, неуместности и сокрытии, а также на отсутствие независимого наблюдательного совета, бюрократизацию и засилье узкой группы руководителей.
В статье «Джерузалем пост» говорится, что «самый богатый еврейский фонд в мире до сих пор не смог предоставить адекватную финансовую помощь пожилым и больным, пережившим Холокост, которые живут в крайней нищете на закате своей жизни. Организация, которая хвастается тем, что в настоящее время держит в доверительном управлении активы на 900 миллионов долларов, но не может исправить такое положение, должна быть привлечена к ответственности за один из величайших скандалов в современной еврейской жизни».
Приоритеты организации также подверглись критике. Среди критиков — собственный казначей Клеймс Конференс Роман Кент, переживший Холокост, который сказал The Jewish Chronicle : «Выжившие страдают. Нашим единственным приоритетом должны быть выжившие, а все остальное должно быть второстепенным. Мы тратим деньги на тысячи проектов, но здоровье выживших не может ждать. Они умирают каждый день». [. . . ]"Я не говорю, что это плохие программы, но они могут подождать — иначе за них должна нести ответственность мировая еврейская община, а не Клеймс Конференс".
В отчете о расследовании 2006 года утверждалось, что организация, имея на своих счетах 1,7 миллиарда долларов, финансирует социальную помощь только для 9000 выживших, в то время как «десятки миллионов долларов ежегодно» тратятся на управленческие расходы.
На фоне этой растущей критики офис независимого федерального аудитора Германии объявил в июне 2008 года о рассмотрении вопроса о расследовании Клеймс Конференс.
В 2023 году Клеймс Конференс начала международное расследование отрицания Холокоста. Они выдвинули утверждение, что большой процент голландской молодежи отвергает Холокост. Однако критики утверждают, что исследование было проведено небрежно, а результаты сфабрикованы.

## Хищения денег у Клеймс Конференс
9 ноября 2010 г. прокуратура США выдвинула обвинительный акт против 11 сотрудников Клеймс Конференс и нескольких других лиц в мошенничестве и хищении более 42 миллионов долларов у организации. 19 октября 2012 года The Forward сообщил, что выявленный объём мошенничества вырос до 57 миллионов долларов. В 2013 году к 8 годам лишения свободы был приговорён директор Фонда Article 2 Семен Домницер, возглавлявший соответствующие программы с 1999 по 2010 год.
По официальному заявлению прокуратуры, в рамках мошеннической схемы эти лица систематически обманывала программы Article 2 Fund и Фонд Hardship на протяжении более десяти лет. Клеймс Конференс впервые заподозрила мошенничество в ноябре 2009 года и немедленно сообщила о своих подозрениях в правоохранительные органы, которые провели масштабное расследование. Однако Натан Гуттман в издании The Forward утверждал, что руководство Клеймс Конференс выявило признаки мошенничества гораздо раньше, ещё в 2001 году, но не приняло никаких мер для его пресечения. Пресс-секретарь Клеймс Конференс Хиллари Кесслер-Годин возложила ответственность за это на бывшего директора Клеймс Конференс в Германии Карла Брозика, умершего в 2004 году.